# Nyabiho (vattendrag i Karuzi)
Nyabiho är ett vattendrag i Burundi.   Det ligger i provinsen Karuzi, i den centrala delen av landet, 100 km öster om huvudstaden Bujumbura.
Omgivningarna runt Nyabiho är en mosaik av jordbruksmark och naturlig växtlighet. Runt Nyabiho är det tätbefolkat, med 297 invånare per kvadratkilometer.